# 鼴形鼠科
鼹形鼠科，或稱瞎鼠科，属于哺乳纲啮齿目。
其外形像老鼠，体长10多厘米，头尖，眼睛已基本退化。擅长挖洞，以果类，昆虫等为食。广泛分布於欧洲及北美洲。
有時被人稱作「鼹鼠」，但鼹科（鼹鼠科）才是真正的鼹鼠。

## 下级分类
本科包括以下属：
- Cannomys Thomas, 1915
- 凸颅鼢鼠属 Eospalax G.M.Allen, 1940
- 鼢鼠屬 Myospalax Laxmann, 1769
- Pannoniamys Van de Weerd, De Bruijn, Wessels & Markovic, 2021
- Rhizomyoides Black, 1972
- 竹鼠屬 Rhizomys Gray, 1831
- 鼹形鼠属 Spalax Guldenstaedt, 1770
- 速掘鼠屬 Tachyoryctes Rüppell, 1835

## 註解
1. ↑  「鼹」，拼音：，注音：，音同「眼」